# 府城封茶
府城封茶是由蔡明勳、葉東泰、羅英銀、林經堯等四位茶人自2008年起發創主辦的封茶文化活動，每年於農曆臘月以台南為主會場舉辦，活動舉辦日多為農曆臘月二十四日(送神日)，第10、12屆則在農曆臘月初八(臘八節)舉辦。 「封茶」是將茶葉裝進茶甕內，並放入祈願箋條，再用封條予以封存，待數年後再啟封。封存的茶葉將隨空氣、濕度、溫度、存放容器的差異、存茶時間的長短，有不同的轉化結果。

## 活動源起
2008年創辦人之一蔡明勳首先提出「府城封茶日」的構想，而葉東泰則建議將活動日訂在農曆十二月二十四日送神日。該日眾神須回天庭稟報，擇良辰，設香案奉敬茶神，以為人間茶事向天帝諸多美富。封茶者在約定的守則之下，將封條烙好，並代茶向“茶聖”陸羽、台灣“茶賢”沈光文宣告啟封，由媒體及茶友相互見證，並將茶名、茶量及封茶感言記錄於茶帖上。其好处有三：
- 公開儀式可藉由眾人與媒體的見證監督，確立藏茶日期，可昭年份之公信。
- 可學習到不同理念的封茶方法，並在將來開封時，歸結出適合個人的選茶藏茶技巧。[4]
- 累積多年的藏茶實務經驗之後，再印證學術單位的實驗數據[5][6][7]，可釐清老茶市場的紛亂。[8][9][10][11][12]